# The Band Perry
The Band Perry es una banda estadounidense de música country formada en 2005. La banda está compuesta por Kimberly Perry (voz principal, guitarra rítmica, piano) y sus dos hermanos: Reid Perry (bajo, coros) y Neil Perry (mandolina, batería, acordeón y coros). La banda firmó por Republic Nashville en agosto de 2009. Todas estas canciones se Incluyeron en el auto-titulado álbum debut, programado para ser lanzado a mediados de octubre de 2010. Su segundo álbum, Pioneer, fue lanzado el 2 de abril de 2013. «If I Die Young» alcanzó el número uno en el Billboard Hot Country Songs de Estados Unidos y Hot Adult Contemporary Tracks y ha sido certificado cuádruple platino.

## Historia
Kimberly Perry cantó en su propia banda en su adolescencia con sus hermanos Neil y Reid trabajando como roadies. A la edad de 8 y 10, los hermanos comenzaron a actuar como un acto de apertura, en Mobile Music Machines, para Kimberly. Una vez que se habían unido para formar The Band Perry, se unieron a la gira New Faces of Country en 2005. En 2008, fueron descubiertos por el mánager de Garth Brooks Bob Doyle, que los ayudó a hacer grabaciones, las cuales se enviaron a Scott Borchetta, jefe del sello discográfico Republic Nashville recientemente establecida. Firmaron a Republic Nashville en agosto de 2009 y lanzaron su primer sencillo «Hip to My Heart». Los tres miembros escribieron con Brett Beavers. La canción alcanzó el puesto Nº 20 en el chart country. Un extended play homónimo siguió en abril.

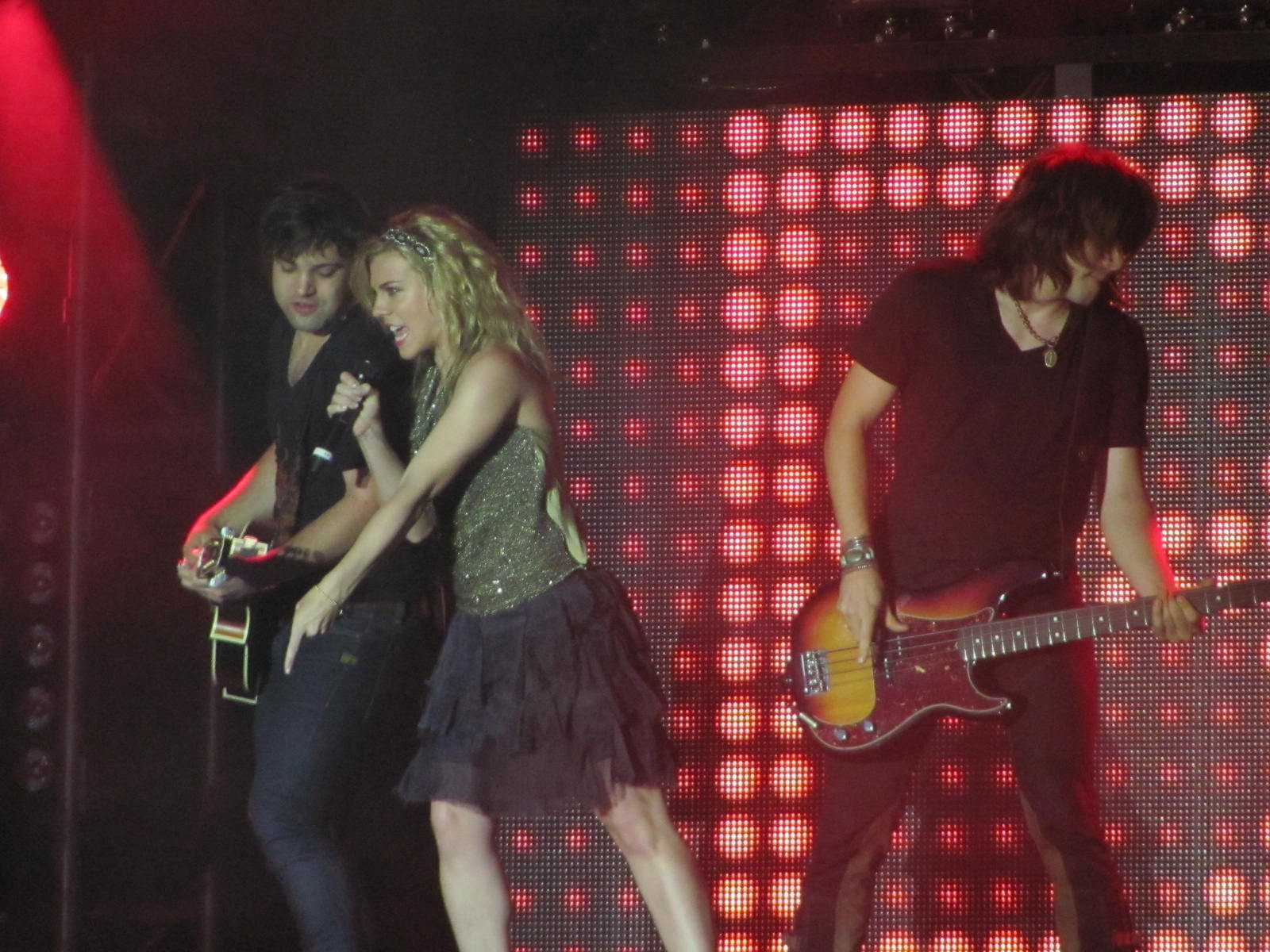
The Band Perry actuando en 2013

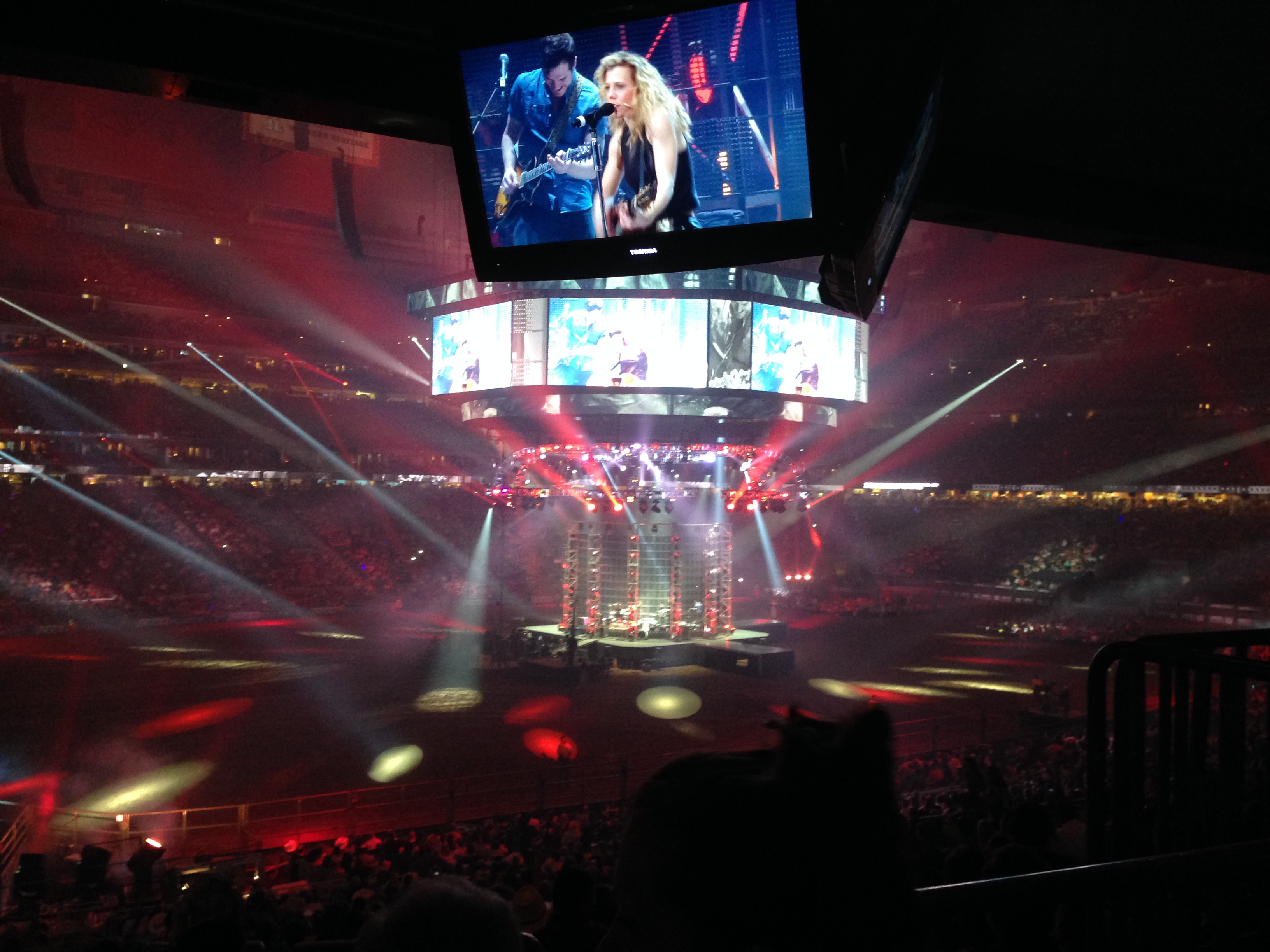
The Band Perry en Reliant Stadium, Houston - marzo de 2014

Más tarde la banda decidió lanzar «If I Die Young» como su segundo tema promocional. El mismo tuvo un gran éxito, entrando en el Hot 100 de Billboard y dándolos a conocer internacionalmente. Este último estuvo incluido en su álbum homónimo, que fue lanzado en octubre de 2010, bajo la producción de Paul Worley y Nathan Chapman.
El tercer sencillo del álbum, «You Lie», fue escrito por Brian Henningsen, Aaron Henningsen, y Clara Henningsen. Se estrenó en diciembre de 2010 y llegó al número 2 en 2011. Tras ello, «All Your Life» alcanzó el número 1 en febrero de 2012, y «Postcard from Paris» alcanzó el número 6. A junio de 2012 el álbum había vendido 1,3 millones de copias.
A mediados de 2012, la banda comenzó a trabajar con el productor Rick Rubin en su segundo álbum, Pioneer, que fue lanzado el 2 de abril de 2013. El primer sencillo del álbum, «Better Dig Two», fue puesto en libertad a otro de radio el 30 de octubre de 2012. El segundo sencillo del álbum, «Done.», Trazado marzo de 2013 por delante de su fecha de lanzamiento. Alcanzó el número 1 en la lista Country Airplay en agosto de 2013. El disco terminó siendo producido por Dann Huff. El tercer sencillo del álbum, «Don't Let Me Be Lonely» lanzado en la radio country en 2013. Alcanzó el número 2 en la lista Country Airplay en febrero de 2014. Cuarto sencillo del álbum, «Chainsaw», será lanzado en la radio country el 3 de marzo de 2014.
El 30 de septiembre de 2013, Kimberly y J.P. Arencibia, un cátcher con Toronto Blue Jays de Grandes Ligas de Béisbol (en ese momento), se comprometió.
La banda estaba lista para cantar en el show previo al juego del Super Bowl XLVIII, el domingo 2 de febrero de 2014. Ganó publicidad positiva después de ofrecerse para cubrir los gastos de entierro de los funerales de 9 personas (una madre y 8 de sus hijos) que murieron en un incendio en su casa accidental en el área de Greenville (Kentucky), en el condado de Muhlenberg, Kentucky. La banda también estuvo pagando los costos de los gastos de hotel de los familiares, mientras que el padre y la hija sobreviviente estaban siendo tratadas por quemaduras en lel Centro Médico de la Universidad de Vanderbilt en Nashville, Tennessee.
El 14 de agosto de 2015, la banda lanzó su nuevo sencillo, «Live Forever», el primero de su  tercer álbum de estudio. Uno de los músicos que colaboraron con el «Live Forever» es el productor pop RedOne (Lady Gaga, Enrique Iglesias). El video musical se estrenó el 15 de agosto de 2015 en CMT.
El 1 de marzo de 2016, The Band Perry se separó de su sello discográfico, Republic Nashville. Billboard anunció el 12 de mayo de 2016 la banda ha firmado con Interscope Records. Según la revista, The Band Perry estaba haciendo una transición a la música pop, pero continuará liberando seleccione escoge al formato país a través de etiqueta de la hermana UMG Nashville. Su tercer álbum de estudio, titulado provisionalmente Heart + Beat, incluirá material grabado mientras el trío firmó con Republic Nashville (incluyendo «Live Forever»), así como nuevas canciones. La banda más tarde negó los rumores emergentes diciendo que no estaban cambiando de estilo musical. También indicaron que la razón principal por la que firmaron con Interscope fue para que pudieran obtener una canción en la radio pop si querían.
The Band Perry lanzó su siguiente sencillo, «Comeback Kid», de la radio country el 1 de agosto, el año 2016 a través de Mercury Nashville.

## Discografía

### Álbumes de estudio
- The Band Perry (2010)
- Pioneer (2013)
- Heart + Beat (2016)

### Extended plays
- The Band Perry EP (2010)

### Sencillos
- «Hip to My Heart» (2009)
- «If I Die Young» (2010)
- «You Lie» (2011)
- «All Your Life» (2011)
- «Postcard from Paris» (2012)
- «Better Dig Two» (2012)
- «Done» (2013)
- «Don't Let Me Be Lonely» (2013)
- «Chainsaw»[20] (2014)
- «Gentle on My Mind» (2014)
- «Live Forever» (2015)
- «Comeback Kid» (2016)

### Videos musicales
| Año                 | Video                        | Director          |
| ------------------- | ---------------------------- | ----------------- |
| 2010                | «Hip to My Heart»            | Trey Fanjoy       |
| 2010                | «If I Die Young» (version 1) | David McClister   |
| 2011                | «You Lie»                    | David McClister   |
| 2011                | «All Your Life»              | David McClister   |
| 2011                | «If I Die Young» (version 2) | David McClister   |
| 2012                | «Postcard from Paris»        | David McClister   |
| 2012                | «Better Dig Two»             | Declan Whitebloom |
| 2013                | «Done»                       | Declan Whitebloom |
| 2013                | «Don't Let Me Be Lonely»     | Ben Krebs         |
| 2014                | «Chainsaw»                   | David McClister   |
| «Gentle on My Mind» | Owen Thomas                  |                   |

### Otras apariciones
| Año  | Canción                                   | Álbum                                         |
| ---- | ----------------------------------------- | --------------------------------------------- |
| 2011 | «Home This Christmas» (con Justin Bieber) | Under the Mistletoe                           |
| 2014 | «Grey Seal»                               | Goodbye Yellow Brick Road: Revisited & Beyond |

## Giras musicales
Como cabeza de cartel
- We Are Pioneers World Tour con Lindsay Ell y Easton Corbin (2013-2014)

Secundario
- All the Women I Am Tour (2011) con Reba McEntire
- Virtual Reality Tour (2012) con Brad Paisley
- Live & Loud Tour (2013) con Rascal Flatts
- Ten Times Crazier Tour (2014) con Blake Shelton
- C2C: Country to Country (2014) con Chris Young, Rascal Flatts y headliner Brad Paisley